# Nové Sady (district de Vyškov)
Pour les articles homonymes, voir Nové Sady.
Nové Sady (en allemand : Neustift) est une commune du district de Vyškov, dans la région de Moravie-du-Sud, en République tchèque. Sa population s'élevait à 108 habitants en 2020.

## Géographie
Nové Sady se trouve à 17 km au nord-ouest de Vyškov, à 33 km au nord-est de Brno et à 193 km à l'est-sud-est de Prague.
La commune est limitée par Drahany au nord, par la zone militaire de Březina à l'est, au sud et au sud-ouest, et par Otinoves au nord-ouest.

## Histoire
La première mention écrite de la localité remonte à 1426.